# Corancos
Corancos são um ramo mandinga da África Ocidental distribuído na Serra Leoa, Libéria e Guiné. Hoje se concentram na porção sul do distrito de Coinadugu e na porção norte do distrito de Toncolili, ambos na província do Norte na Serra Leoa, bem como na prefeitura de Quissidugu na Guiné. Nos anos 1990, sua população foi estimada em 270 000 pessoas, ⅓ deles muçulmanos, e o restante animistas.
Remontam ao século XIII no Império do Mali e chegaram na Guiné e Serra Leoa por volta de 1600. Ao chegarem, expulsaram limbas e conos de suas terras ao norte do que é hoje o distrito de Coinadugu na Serra Leoa, mas então enfrentaram ataques dos dialonquês. Os corancos se subdividem em vários clãs: Sissi, Fula, Curuma, Cagbo, Cuaite, Mara, Toli, Fona e Dau. Historicamente adquiriram a reputação como soldados excelentes, mas hoje são pequenos fazendeiros que cultivam milhete, arroz, amendoim e vários outros tipos de colheita.